# Giroszkóp

Giroszkóp (a középen forgó korong) forgási síkja megtartásának demonstrációja

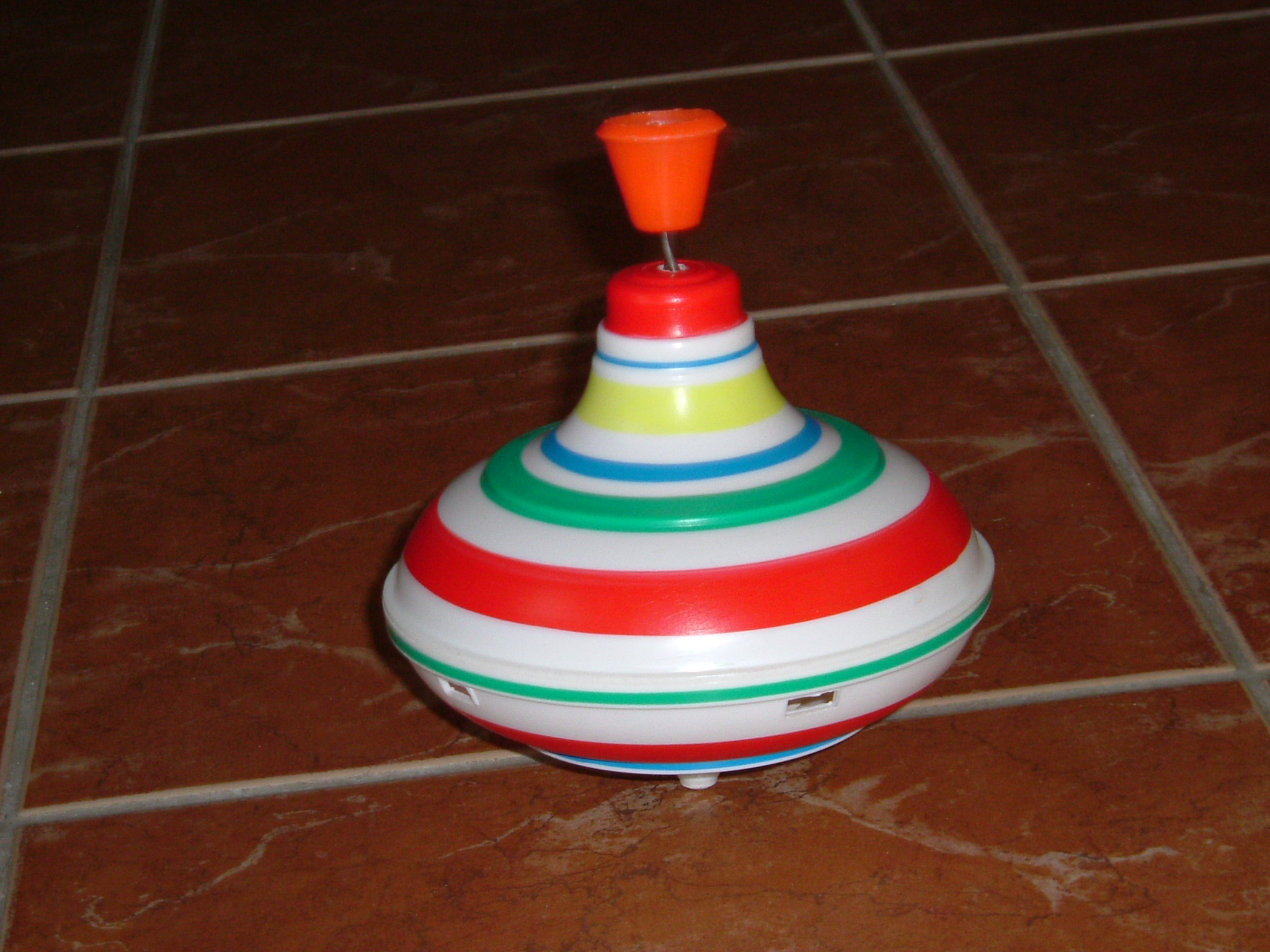
Búgócsiga

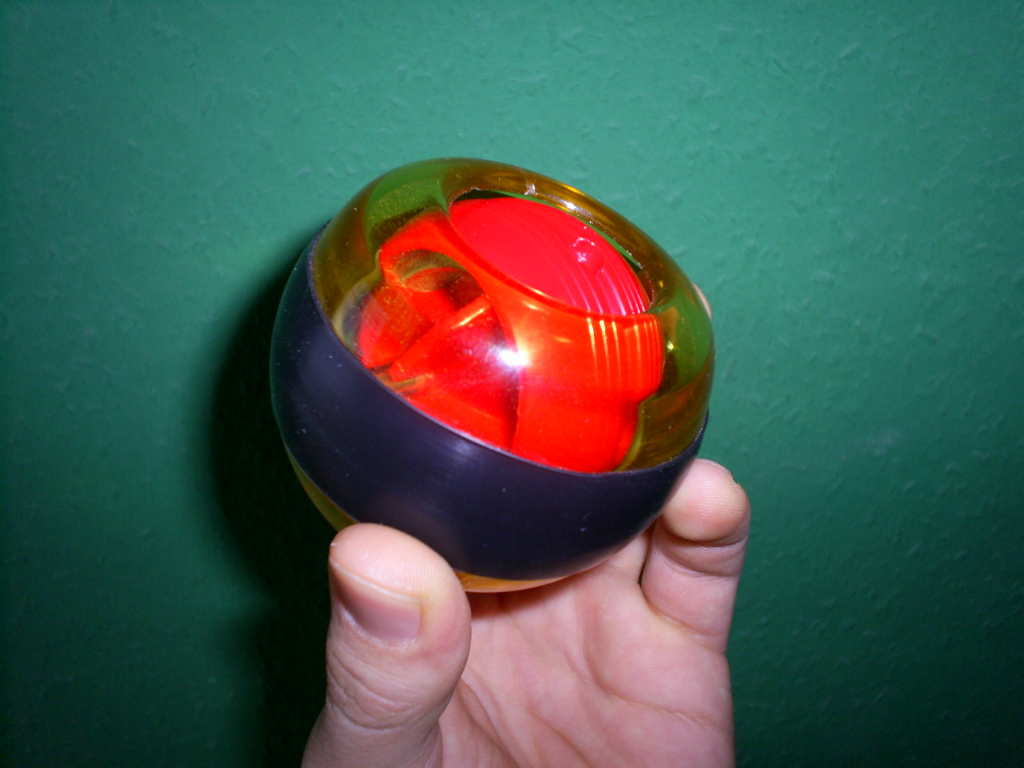
Kézi giroszkóp

A giroszkóp a szögelfordulás és szögsebesség mérésére szolgáló eszköz. 
A giroszkóp egyik megvalósítása a mechanikus giroszkóp, vagy pörgettyűs giroszkóp, amely a fizikából ismert perdületmegmaradás törvénye alapján működik. Napjaink modern giroszkópjai azonban már az ún. rögzített giroszkópok közé tartoznak, ahol a szenzor a mérőeszközhöz van rögzítve. Ezek közé tartoznak a rezgőelemes giroszkópok, amelyek a Coriolis-erő kihasználásával működnek, valamint lézeres giroszkópok (gyűrűs lézergiroszkóp, üvegszáloptikás lézergiroszkóp).
A legegyszerűbb változata egy tengelyre rögzített, forgó lendkerékből áll. Amikor a kerék forgása közben az eszközt a tengelyre merőleges erőhatás éri, az eszköz „meglepő módon” a tengelyre és a külső erőhatásra egyaránt merőleges irányban fordul el.
A giroszkópot Léon Foucault francia fizikus találta fel és nevezte el 1852-ben, amikor egy, a Föld forgását igazoló kísérletén dolgozott (lásd Foucault-inga).

## Alkalmazása
A giroszkópokat leginkább az inerciális mérőegységekben (IMU) alkalmazzák. Giroszkópokat gyakran alkalmaznak iránytűk helyett vagy azok kiegészítéseként (hajókon, repülőgépeken, űreszközökön). Ha ugyanis az eszközt további két tengellyel látjuk el úgy, hogy a három tengely egymásra kölcsönösen merőleges legyen, hogy a giroszkóp tetszőleges irányba szabadon el tudjon fordulni, akkor a pörgő kerék megőrzi forgási tengelyének eredeti irányát, függetlenül attól, hogy a kerete hogyan fordul el (ld. ábra.)
A giroszkóp használható a stabilitás fokozására is. A legközismertebb ilyen előfordulása a kerékpár kereke, amelynek forgása megakadályozza, hogy a bicikli feldőljön. Minél gyorsabban forog a kerék, annál stabilabb a jármű. Minden biciklista tudja, hogy ha a kerékpár megdől, akkor a pörgettyűhatás a kormányt elfordítja: azaz a kerék tengelye az erőhatásra merőleges irányban fordul el. Hasonló funkciót látnak el a giroszkópok precíziós műszerekben és más járműveken is.
Ugyanez az alapelve számos közismert játéknak is, mint például a jojónak, a búgócsigának, a frizbinek.
A giroszkóp viselkedését leíró alapegyenlet a következő:
{\displaystyle \tau ={\frac {d{\vec {L}}}{dt}}={\frac {d(I\omega )}{dt}}=I\alpha }
ahol {\displaystyle \tau } a kifejtett külső erőhatás forgatónyomatéka, {\displaystyle {\vec {L}}} a perdület vektora, {\displaystyle {\vec {\omega }}} a szögsebesség vektora, {\displaystyle {\vec {\alpha }}} pedig a szöggyorsulásé. A skaláris {\displaystyle I} érték a tehetetlenségi nyomaték.
A képletből következik, hogy ha a nyomaték merőleges a forgás, és így a perdületvektor tengelyére, akkor az eredő forgatónyomaték mindkét vektorra merőleges lesz, ez a precesszió jelensége. A precesszió nagysága az {\displaystyle \Omega _{P}} szögsebességgel jellemezhető:
{\displaystyle \tau =\Omega _{P}\times L}

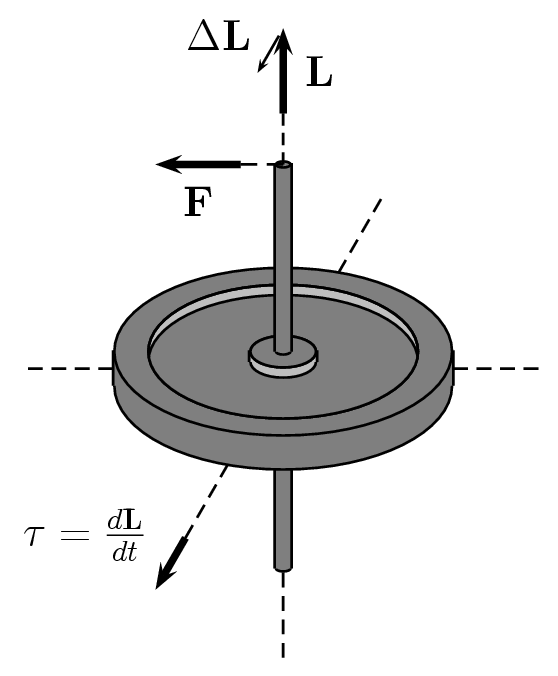
A precesszió magyarázata

A következő, precesszió bemutatására szolgáló látványos kísérletet bárki könnyedén elvégezheti. Nem kell mást tenni, mint egy biciklikereket a tengelye egyik felénél egy zsineggel fellógatni. Nyugalmi állapotban a kerék nagyjából vízszintesen függ, a tengely zsineggel megkötött vége van felül. Ha most a tengely másik felét felemelve a kereket függőlegesbe állítjuk, megpörgetjük, végül a tengelyt elengedjük, azt tapasztaljuk, hogy a „várttal” ellentétben a kerék nem billen le, hanem a gravitációra látszólag fittyet hányva elkezd a zsineg körül lassan forogni, miközben tengelye (szinte) vízszintes marad.
A valóságban a gravitáció a tengelyre merőleges erőt fejt ki, a tengely szabad vége tehát a fenti törvénynek megfelelően a tengelyre és az erőre egyaránt merőleges irányban, azaz a felfüggesztési pont körüli vízszintes kört leírva indul el.
A második egyenletből következik, hogy a gravitációból eredő állandó nyomaték és a súrlódás miatt lassuló forgási sebesség mellett a precesszió sebessége egyre nő. A növekedés addig tart, amíg végül a fellépő erőhatások már kevésnek bizonyulnak a kerék súlyának megtartásához, amikor is a precesszió megszűnik, a kerék lebillen.

## A kerékkísérlet részletes magyarázata
A jelenség és a fenti képletek megértéséhez tudni kell, hogy a nyomaték ill. a perdület vektora mindig a forgási tengely egyenesében áll. Képzeljük el az álló biciklikereket, legyen a tengelye függőleges az egyszerű hivatkozás kedvéért. A vízszintesen álló kereket pörgessük meg úgy, hogy a kerülete mentén vízszintes, sugárirányú erőt, tehát a tengellyel egybeeső állású, függőleges forgatónyomatékot fejtünk ki. Vegyük észre, hogy a nyomaték vektora merőleges az erő vízszintes vektorára, kimutat a kerék síkjából. Ennek hatására az eddig nulla perdület nőni kezd, méghozzá pontosan a nyomaték, azaz a tengely irányába, és a kerék – nem meglepő módon – forogni kezd a tengelye körül.
Ezután képzeljük el, hogy a már forgó kerék tengelyének egyik felét oldalirányba meghúzzuk (ld. ábra). Ezúttal az erő ({\displaystyle {\vec {F}}}) és középpont által meghatározott sík függőleges, merőleges a kerékre. Az erő hatására fellépő nyomaték ({\displaystyle \tau }) erre a síkra (így az erőre és a kerék tengelyére is) merőleges, végeredményben tehát vízszintes lesz. A fent leírt összefüggés értelmében a már nem nulla, függőleges perdületvektor ({\displaystyle {\vec {L}}}), és vele együtt a kerék forgásának tengelye ebbe az irányba kezd változni ({\displaystyle \delta {\vec {L}}}). Ez az irány (a nyomaték iránya), mint azt láttuk, valóban merőleges az eredetileg kifejtett erőre.

## Giroszkópok fajtái

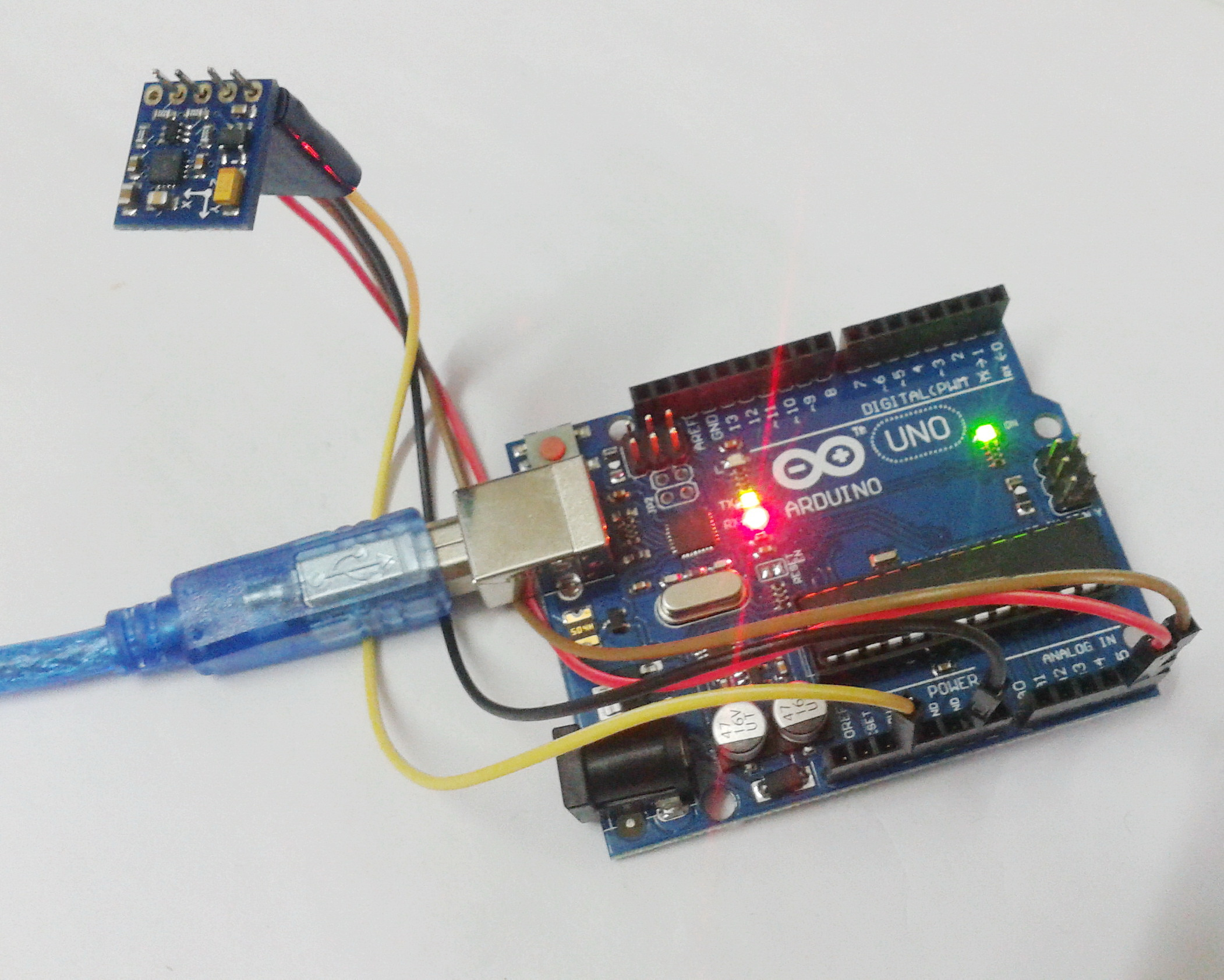
Gyorsulásmérőt és giroszkópot tartalmazó mikromechanikai (MEMS) inerciális mérőegység Arduino UNO-hoz csatlakoztatva

### Rezgőelemes giroszkóp

#### Mikromechanikai eszközök
A mikroelektromechanikus rendszerekben (MEMS) megvalósított giroszkóp egy olyan miniatürizált giroszkóp, amely elektronikai eszközökbe építhető. Működésének alapötletét a Foucault-inga, illetve a Coriolis-erő hatása adja, és egy rezgő elemet használ. Coriolis-erő hatását ugyanis nem csak a forgó rotor érzékeli, hanem a rezgő mozgást végző tömeg is.
A MEMS giroszkóp-érzékelő mérete 1 milliméter alatt lehet. Ezt a fajta giroszkópot először katonai alkalmazásokban használták, de azóta egyre több kereskedelmi alkalmazásban is alkalmazzák.